# Конрад II (герцог Баварії)
Конрад II Дитина (*Konrad das Kind, 1052  —10 квітня 1055) — герцог Баварії у 1054—1055 роках. Стосовно нумерації існують різні погляди. Одні вважають герцогом Конрада, короля Німеччини. З урахуванням Конрада фон Цютфена, Конрад Дитина має носити номер «III». Втім низка дослідників не вважає короля Конрада повноважним герцогом, а інші вказують, що Конрад фон Цютфен часто носив ім'я Куно. Тому Конрада Дитину також надають номер «II» і «I».

## Життєпис
Походив з Салічної династії. Був другим сином Генріха III, імператора Священної Римської імперії, та Агнес де Пуатьє (доньки Вільгельма V, герцога Аквітанії). У 1054 році отримав герцогство Баварське. Зважаючи на своє малолітство після отримання герцогського титулу Конрад не правив, перебуваючи при своєму старшому братові Генріху IV. 1055 року юний герцог помер, і герцогство Баварське перейшло до управління його матір'ю.
Конрада II було поховано в імперському замку Харцбург поблизу Гослара в Нижній Саксонії.